# 郁之章
郁之章，字衷恒。浙江嘉善人。清初政治人物。

## 生平
顺治六年（1649年）进士。以分巡道驻上杭，时郑成功声言来攻，郁之章严加防范。参纂《嘉善县志》。

## 家族
父郁调元。